# Helvécia
Helvécia är en ort i Ungern.   Den ligger i provinsen Bács-Kiskun, i den centrala delen av landet, 90 km sydost om huvudstaden Budapest. Helvécia ligger 121 meter över havet och antalet invånare är 3 918.
Terrängen runt Helvécia är mycket platt. Runt Helvécia är det ganska glesbefolkat, med 35 invånare per kvadratkilometer. Närmaste större samhälle är Kecskemét, 9,3 km nordost om Helvécia. Trakten runt Helvécia består till största delen av jordbruksmark.